# Отреш (Оаза)
Отреш (фр. Autrêches) насеље је и општина у североисточној Француској у региону Пикардија, у департману Оаза која припада префектури Компјењ.
По подацима из 2011. године у општини је живело 748 становника, а густина насељености је износила 57,41 становника/km². Општина се простире на површини од 13,03 km². Налази се на средњој надморској висини од 151 метар (максималној 152 m, а минималној 46 m).

## Демографија
| 1962. | 1968. | 1975. | 1982. | 1990. | 1999. | 2011. |
| ----- | ----- | ----- | ----- | ----- | ----- | ----- |
| 517   | 524   | 537   | 537   | 574   | 671   | 748   |

График промене броја становника у току последњих година